# V473 Lyrae
Désignations
V473 Lyrae est une étoile variable de la constellation de la Lyre. C'est une variable céphéide classique inhabituelle dont la magnitude apparente varie entre 5,99 et 6,35.

## Découverte
V473 Lyrae est une étoile difficilement visible à l'œil nu, mais ses variations de luminosité ne furent pas signalées avant 1968. Elle fut notée comme étant éventuellement variable, puis considérée comme une possible variable de type δ Sct. Sa variabilité fut confirmée mais les variations étaient considérées semi-régulières et elle ne fut donc pas cataloguée comme un variable de type δ Sct.
En 1979, des variations de luminosité furent de nouveau remarquées et V473 Lyrae fut listée comme une céphéide à courte période,et on pensait alors que sa période était de 3,04 jours. La période correcte fut déterminée quelques années plus tard à 1,490 78 jour, qui était à l'époque la plus courte période connue pour une céphéide galactique. Des variations périodiques inhabituelles dans l'amplitude de la pulsation furent aussi notées, similaires à l'effet Blazhko dans les variables de type RR Lyrae.

## Pulsations
La période inhabituellement courte de V473 Lyrae est causée par des pulsations selon le deuxième harmonique et la période de pulsation fondamentale serait trois fois plus longue. Les variations d'amplitude ont une période d'environ 1 205 jours, et il y a une modulation secondaire sur une période de 5 300 jours.

## Compagnon
V473 Lyrae a un faible compagnon. Bien que les deux étoiles soient séparées de 15", le compagnon est de 15e magnitude et si faible qu'il est difficile à détecter à proximité de la primaire visible à l'œil nu. À la distance de V473 Lyrae, la séparation angulaire correspond à 8 300 unités astronomiques.

## Émission de rayons X
Des rayons X émis par V473 Lyrae ont été détectés lors d'un relevé cherchant des rayons X émis par de jeunes compagnons de la séquence principale aux variables céphéides. Cependant, dans ce cas les rayons X semblent provenir de la céphéide elle-même, et non du compagnon. Il pourrait y avoir un compagnon invisible plus proche ou alors les rayons X pourraient avoir une autre cause.